# Beclometasona

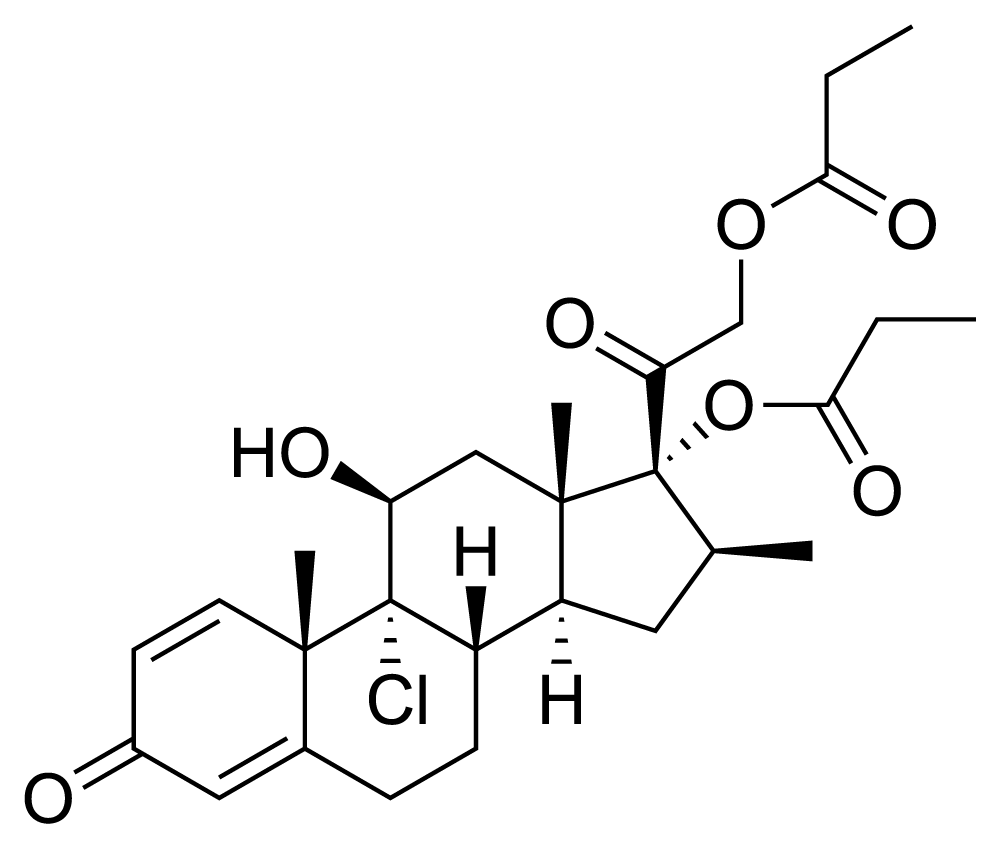
Geometria molecular da beclometasona.

Beclometasona é um fármaco corticosteróide utilizado no tratamento de asma crônica.

## Efeitos adversos
- Infecção da boca ou garganta
- Irritação da garganta
- Voz rouca[2]

## Contra-indicações e precauções
- Evitar na gravidez e aleitamento
- Evitar o contacto com os olhos ouvidos e mucosas